# Борове (Вілейський район, Довгиніська сільська рада)
Борове (біл. вёска Бараўое) — село в складі Вілейського району Мінської області, Білорусь. Село підпорядковане Довгинівській сільській раді, розташоване в північній частині області.